# Karel Vraný

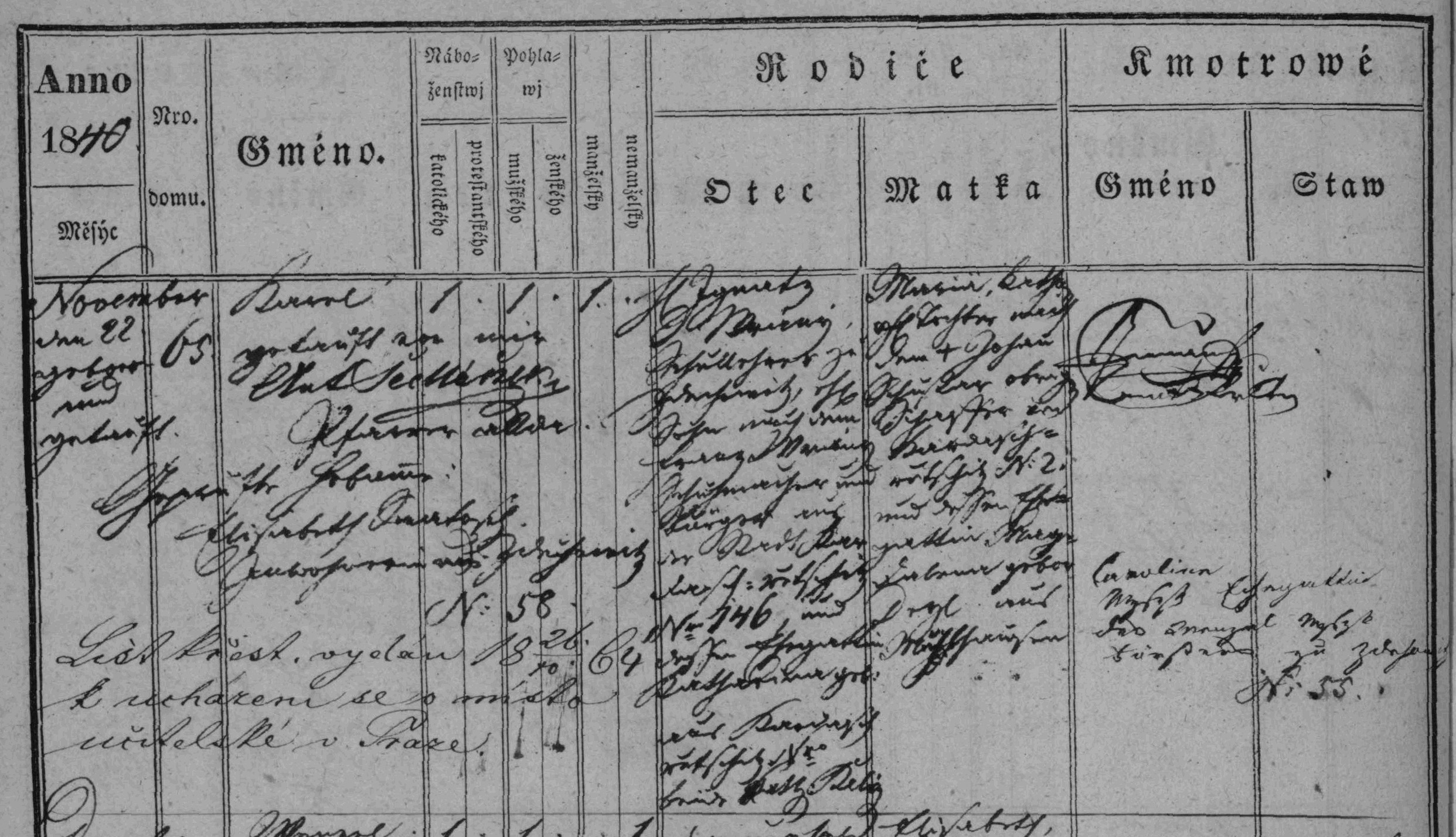
záznam o narození a křtu Karla Vraného (matrika N index N 1832-1843 Zdechovice, SOA Zámrsk)

Karel Vraný (22. listopadu 1840 Zdechovice – 6. května 1874 Nymburk) byl český skladatel, sbormistr a ředitel kůru.

## Život
Vystudoval pedagogickou školu v Mladé Boleslavi. Ve studiu pokračoval v Praze a získal aprobaci pro hlavní školy. Hudbu studoval soukromě u Josefa Förstera. V roce 1866 se stal učitelem a ředitelem kůru v Nymburce. Kromě toho působil jako kapelník městské hudby a obnovil činnost místního pěveckého sboru Hlahol. Z původně čistě mužského sboru vytvořil smíšený sbor, který poprvé veřejně vystoupil v roce 1873.
Komponoval písně, sbory a chrámové skladby, které se však nedochovaly.